# Арабская культура
Ара́бская культу́ра — культура, созданная арабами в течение их исторического развития.

## Понятие арабской культуры
Термин «Арабская культура» иногда распространяют и на все те культуры, которые создавались в средние века, как арабскими народами, так и народами Ближнего и Среднего Востока, Северной Африки и Юго-Западной Европы, находившихся тогда под властью или под непосредственным влиянием арабского халифата. Общим внешним признаком всех этих культур был арабский язык. Арабы творчески усвоили культуру древнего мира — греко-эллинскую, римскую, египетскую, арамейскую, иранскую, индийскую и китайскую, переняв её от завоеванных или соседних народов с участием подчиненных им народов — сирийцев, персов, хорезмийцев, таджиков, азербайджанцев, берберов, испанцев (андалусцев) и других. Арабы сделали важный шаг в развитии общечеловеческой цивилизации.
Колыбелью арабской культуры была Западная, Центральная и Северная Аравия. Арабской культуре предшествовала культура населения Южной Аравии, которое разговаривало на сабейском языке и имело свою письменность. Арабская культура претерпела как влияния этой культуры, так и культуры областей Передней Азии и Египта, где часть арабов поселилась ещё в древние времена, а также культуры арамейского населения районов нынешних Сирии, Ливана, Палестины и Ирака. Где-то в IV веке арабы уже создали своё буквенное письмо, представлявшее собой одну из разновидностей арамейской скорописи.
В VII веке в Аравии образовалась арабское теократическое государство, которое путём завоеваний до середины VIII века выросло в большую феодальную империю — арабский халифат (см. Багдадский халифат), что в его состав (кроме стран Арабского Востока), входили Иран, Афганистан, часть Средней Азии, Северо-Запад Индии, страны Северной Африки, Закавказье, значительная часть Пиренейского полуострова (Андалусия). Арабские феодалы насаждали в завоеванных странах ислам и арабский язык. Часть завоеванных ими стран были арабизированные, другие сохранили свою культурную и языковую самостоятельность, однако арабский язык в этих странах применялся в науке, как латынь в средневековой Европе. Центрами арабской культуры в разное время были Дамаск, Багдад, Кордова (см. Кордовский халифат), Каир и другие города. В IX—X веках, характеризующихся учеными как «эпоха мусульманского Возрождения», ведущими центрами культуры были Бухара и Хорезм.
После распада халифата (VIII—X века) — этого искусственного конгломерата народов с разным уровнем развития, державшийся главным образом военной силой арабских завоевателей, — развитие арабской культуры в новообразованных арабских государствах и культуры освобожденных неарабских народов продолжалось под влиянием роста производства и обмена. Упадок арабской культуры начался в XVI веке после завоевания большинства арабских стран турками и освобождения католиками завоеванных европейских территорий

## Арабская наука
Арабская наука в начале своей истории развивалась под влиянием древнегреческой науки и под влиянием и во взаимодействии с современной ей высокоразвитой наукой народов Средней Азии, Закавказья, Индии, Персии, Египта, Сирии.
Дальнейшее развитие арабской науки обуславливалось потребностями производства и военного дела, которому арабские завоеватели придавали большое значение. Арабская наука, как и арабская культура вообще, сосредоточивалась в достаточно широкой в то время сети образовательных учреждений. Школьное образование возникло после арабских завоеваний, когда арабский язык распространился как язык администрации и религии. Начальные школы при мечетях (мектебы или кюттабы) существовали уже с VIII века.
С развитием филологических и естественных наук в Багдадском халифате, а затем и в других арабских государствах возникают научно-учебные центры: начиная с VIII века грамматические школы в Басре, Куфе и Багдаде. В 830 году в Багдаде была создана академия «Дар аль-улюм» («Дом наук»). В 972 году в Каире был основан университет Аль-Азхар. Высокого развития достигло образование на арабо-пиренейских землях. В X веке в одной только Кордове было 27 медресе, где преподавали медицину, математику, астрономию и философию.

### Естествознание
Исторической заслугой арабов является то, что они, переняв достижения науки античного времени, развили её дальше и передали народам Запада, став, таким образом, будто мостом между античностью и современной цивилизацией. Произведения Евклида, Архимеда и Птолемея стали известны Западной Европе благодаря арабам. Труд Птолемея «Мегале синтаксис» («Великое построение») известен Западной Европе в арабском переводе как «Альмагест». Имея представление о шарообразности земли, арабы в 827 году в Сирийской пустыне измерили дугу меридиана для определения размеров земного шара, исправили и дополнили астрологические таблицы, дали названия многим звездам (Вега, Альдебаран, Альтаир). В Багдаде, Самарканде и Дамаске существовали обсерватории.
Позаимствовав индийскую цифровую систему, арабские ученые начали оперировать большими числами, от них пошло понятие «алгебра», употребленное впервые среднеазиатским математиком Аль-Хорезми (780—850). Аль-Баттани (850—929) разработал тригонометрические функции (синус, тангенс, котангенс), а Абу-ль-Вафа аль-Бузджани (940—997) сделал ряд выдающихся открытий в области геометрии и астрономии. Использовав труд Галена и Гиппократа, арабские ученые развили медицину, изучили лечебные свойства ряда минералов и растений. Ибн аль-Байтар дал описание более 2600 лекарств и лекарственных и других растений в алфавитном порядке, в том числе около 300 новых. Медицинские знания арабов были сведены в одно целое хирургом госпиталя в Багдаде Мухаммедом ар-Рази (865—925) и Ибн Синой (980—1037), произведение которого «Канон врачебной науки» стал настольной книгой западноевропейских врачей XII—XVII веков. Арабская офтальмология имела близкое к современному представление о строении глаза. Ряд открытий с фармакологической химией сделал алхимик Джабир ибн Хайян (721—815).
Арабы ознакомили народы разных стран, в том числе и Западной Европы, с совершенными изделиями из железа, стали, кожи, шерсти и т. д., позаимствовали у китайцев компас, порох, бумагу, завезли в Западную Европу коноплю, рис, тутового шелкопряда, краску индиго; позаимствовали в Китае и продвинули далеко на Запад культуру хлопчатника; впервые начали производить тростниковый сахар, акклиматизировали большое количество садовых и сельскохозяйственных культур.

### Историография
На новую высоту арабы поставили историографию. Аль-Вакиди (747—823), Белазури (820—892) написали историю первых завоевательных походов арабов, а Мухаммад ат-Табари (838—923), Аль-Масуди (ум. 956), Ибн Кутайба (IX век) и другие собрали сведения по всеобщей истории и ценные данные о жизни разных народов. Ибн Хальдун (1332—1406) стал первым в мире учёным, рассматривавшим исторический процесс с социологической точки зрения.

### География
Значительные успехи были достигнуты в развитии географии. Арабские учёные, путешественники и купцы оставили интересные описания путешествий в Египет, Иран, Индию, Цейлон, Индонезию, Китай и страны Западной и Восточной Европы, в которых, в частности, ценные сведения о жизни и быте восточных славян (руссов). В этих произведениях рассказывается о славянских княжествах Куябию (Киевское), Славию (Новгородское) и Артанию; Аль-Масуди упоминает о княжестве Астарбрана во главе с Саклаиком, Дулеба с Вандж-Славой; пишут о княжестве Волыняне (Волыни) во главе с Маджаком, которому повиновались славянские племена. Ибн Хордадбех (IX в.) описал пути, которыми славяне добирались до Средней Азии и Багдада. Ибн Фадлан (X в.), Ибн Русте (X в.) писали о быте, обычаях, одежде и занятиях славян. Ибн Якуб рассказал о торговле восточных славян с другими народами. Арабские авторы представляют сведения о походах славян, например Святослава, против хазар и булгар. Арабы знали Киев под названием Куяба, или Куява. Купец Абу Хамид, который трижды в 1150—1153 годах посетил Киев («gurud Küjaw»), рассказывает о предметах торговли на Руси, денежные знаки (шкурки белок) и т. д. Ибн Баттута (1304—1377) описал путешествие почти по всему известному тогда миру, в частности по Крыму и Волге. На основании сведений купцов и путешественников арабские ученые составили карту известного им мира. Наряду с достоверными сведениями в трудах арабских ученых встречается немало фантастических измышлений.

## Арабская философия
Арабская философия, как одна из форм общественного сознания феодальной эпохи, долгое время была тесно связана с богословием. С развитием естественных и прикладных наук в ней начали зарождаться материалистические и атеистические тенденции. Первыми, кто отходил от традиционного понимания ислама, были мутазилиты, которые выступали против догмата о предопределении и стремились обосновать религиозные догматы с точки зрения разума, исходя из философских положений некоторых античных авторов. Вместе с тем, знакомство с произведениями Аристотеля, Платона и других способствовало уходу арабской философии от традиционной догматики богословия. Подчеркивая важность точных наук и естествознания, Аль-Кинди (801—873) критиковал Коран и положил начало использованию философии Аристотеля для создания собственных философских систем.
Выдающийся арабский мыслитель Ибн Рушд (1126—1198) развил материалистическую тенденцию в философии Аристотеля, отстаивал мысль о вечности мира, непобедимость материи и её движение, о смертности человеческой души, отрицал возможность создания богом мира из ничего и т. д.
Ибн Баджа (1070—1138) утверждал значение разума, подчеркивая, что моральное, духовное совершенствование проходит через научное познание, и проповедовал идею создания идеального государства, в котором человек будет иметь все возможности для свободного и всестороннего развития.
Значительное влияние на развитие арабской философии оказало творчество великого персидского мыслителя Ибн Сины. Творчество Ибн Рушда и других известных деятелей арабской философии способствовало развитию философской мысли народов Европы.

## Арабская литература
Художественную арабскую литературу в первый, доисламский период (V — начало VII века) творили кочевые племена арабов, а позднее и арабизированные народы. Сначала возникла проза — легенды, рассказы, позже — поэзия; переходом к стихотворению была рифмованная проза — «садж». Поэтические состязания помогли выработать разнообразные сложные стихотворные формы. Основной жанр поэзии — касыда. Традиция выделяет несколько выдающихся поэтов доисламского периода, авторов «муаллака» (нанизанных касыд): Имру аль-Кайс (ум. около 530), Антара ибн Шаддад и другие. Главным произведением времен установления ислама является «священная книга» Коран, написанная рифмованной прозой. В эпоху Омейядского халифата литературными центрами были Дамаск и Куфа. Славные поэты этого времени: Аль-Ахталь (640—710), который первым в арабской литературе вспоминает о славянах; Джарир (ум. в 728) и сатирик Аль-Фараздак (ум. 733). В городах развивается жизнерадостная поэзия любви. Омар ибн Абу Рабиа (ум. около 712) из Мекки — первый арабский поэт-горожанин.
В период с Аббасидского переворота (750) до разрушения Багдада монголами (1258) этот город был одним из значительных центров арабской культуры. Арабская поэзия, особенно придворная, следует классические формы и язык бедуинской поэзии. Но возникает и новая по содержанию и форме — городская поэзия. Её крупнейший представитель — Абу Нувас. Поэты «нового стиля» используют новые стихотворные формы и поэтические средства Абу-ль-Атахия (около 750—828) — первый философ в литературе; Абан Лахики — поэт-вольнодумец. Переводится много произведений из персидской литературы, возникает своеобразная новелла — макама. В IX—X веках распространяются произведения научного характера с вставными рассказами и стихами. В некоторых есть интересные сведения о славянах и Восточной Европе, например в рассказах Аль-Масуди (ум. 956) — о храмах славян (возможно, в Прикарпатье) в «Книге чудес Индии» и других произведениях собрано много рассказов о путешественниках по морю. Имеет определённые художественные качества и реалистическое описание путешествия Ибн Фадлана на Волгу в 921—922 годах. С упадком Ирака, центром литературной жизни становится Сирия, город Халеб (Алеппо), где жили знаменитые поэты: странствующий панегирист и философ Аль-Мутанабби и поэт-вольнодумец Абу-ль-Ала аль-Маарри. Египет также становится выдающимся центром литературы. Здесь создаются крупные народные героические романы; в XIV—XV веках окончательно складывается книга «Тысяча и одна ночь». Выдающийся арабский поэт мамлюкского Египта — Омар Ибн-аль-Фарид (1181—1235), в Северо-Западной Африке — Ибн Гане (ум. 993).
К арабской литературе принадлежит и литература Андалусии — арабской Испании, Португалии и Каталонии. Расцвет её приходится на X—XII века. Самые известные поэты аристократического круга — севильский халиф Аль-Мутамид ибн Аббад (1040—1095), его жена Румейкия, Ибн Аммар, лирик Ибн Хамдис (1055—1132). Проникнута «жизнерадостным свободомыслием» литературное творчество арабов, как писал Ф. Энгельс, имела большое значение для европейского Возрождения.
После падения Гранады (1492) и турецкого завоевания большинства арабских стран арабская литература переживает период упадка. В поэзии господствует формализм, в прозе — компилятивность. Но появляются и произведения на народном языке, из жизни народа. В конце XVI века в Сирии писал народным языком популярный поэт Иса-аль-Газар.
В арабских странах ценилась хорошее образовании, эрудиция в богословских делах.

## Арабское изобразительное искусство
Древнейшие памятники изобразительного искусства арабов относятся к эпохе рабовладельческого общества. В VII—X веках оно ещё наследует эллинистическое, коптское, византийское и сасанидское искусство. Но уже в это время развивается прикладное искусство: появляются художественные ткани с тонким узором, изделия из бронзы, горного хрусталя, керамика с цветными поливами, стекло, резьба по дереву.
Памятников монументальной живописи сохранилось очень мало: стенописи дворцов в Сирии (Кусейр-Амра, VIII век) и Месопотамии (Самарра, IX век); древнейшие арабские миниатюры, созданные в Египте в X—XI века. В XIII—XIV века в Багдаде возникла школа миниатюры, в которой ощущается связь с иранской миниатюрой монгольской эпохи.
Отдельным видом арабского изобразительного искусства является каллиграфия. Частичный или полный (в зависимости от региона и местных традиций) запрет на изображение людей и животных способствовал развитию каллиграфии. Искусство арабской каллиграфии особо почитается в мусульманском мире, являясь средством сохранения и распространения «божественного послания», заключённого в Коране. Каллиграфия широко распространена не только в форме рисунков на бумаге и книжных украшений, но и в качестве декоративного элемента в архитектуре, прикладном искусстве, ткачестве, керамике и т. д.

## Арабская архитектура
К II—V векам относятся остатки монументальных сводчатых сооружений в Хаурани (Сирия). На ранних памятниках арабской архитектуры сказалось влияние эллинистическо-римской, византийской и сасанидской традиций, например дворец IV—VIII веков в Мшатти (Иордания), мечеть «Купол Скалы» (691) в Иерусалиме (Палестина). В VII—X веках создается своеобразный тип колонной мечети с прямоугольным двором в центре, окруженным многонефными залами и галереями со стройными аркадами. К этому типу относятся Большая мечеть в Дамаске (705), Мечеть Амра в Каире (642). С XI—XII веков в арабской архитектуре большое значение приобретает орнаментика, покрывающей здания снаружи и внутри; широко применяются стилизованные растительные, сталактитовые, эпиграфические и буквенные узоры. С XIII века распространяются купола как средство перекрытия зданий и важный элемент архитектурной композиции.
На Пиренейском полуострове в XIII—XIV веках создаются великолепные архитектурные сооружения мавританского стиля, в котором арабские формы и декор сочетались с отдельными западноевропейскими архитектурными мотивами. Выдающимися памятниками этого стиля является замок Альгамбра в Гранаде (XIII—XIV века) и дворец Алькасар в Севилье (XIV век). После завоевания арабских государств турками, арабская архитектура испытала влияние византийского и турецкого искусства. Например, Мечеть Мухаммеда Али в Каире.
- Кааба в Мекке, главное религиозное сооружение мусульман
- Купол Скалы, Иерусалим
- Мечеть Амра ибн аль-Аса, Каир
- Мечеть Омейядов, Дамаск
- Колонны комплекса Альгамбра, Гранада
- Мечеть Мухаммеда Али, Каир
- Интерьер мечети Насир оль-Мольк
- Декор потолка Мечети Имама, Исфахан